# سعدان أفطس الأنف
الهَوْبَر أو الطَّنْج أو سعدان أفطس الأنف ؛ قرود أفطس الأنف (الأسم العلمي: Rhinopithecus) وهي مجموعة من قرود العالم القديم وتشكل جنس سعادين الأنف الأفطس. كما أنها جنساً نادراً ولم يتم بحثه بشكلاً كامل. يقوم بعض علماء التصنيف بتجميع قرود أفطس الأنف مع جنس Pygathrix.
تعيش القرود أفطس الأنف في آسيا ، مع مجموعة تغطي جنوب الصين (خاصة التبت وسيشوان ويونان وقويتشو ) تمتد إلى الأجزاء الشمالية من ميانمار وفيتنام .
سميت هذه القرود باسم الأنف القصير والمبتور على وجوههم المستديرة، مع فتحتي الأنف المقلوبة للأعلى. لديهم فراء متعدد الألوان نسبيًا وطويلة، خاصة عند الكتفين والظهر. تنمو بطول 51–83 سـم (20–33 بوصة) مع ذيل 55–97 سـم (22–38 بوصة) .
تعيش القرود أفطس الأنف في غابات جبلية التي يصل ارتفاعها إلى أكثر من 4,000 م (13,000 قدم) . في الشتاء ، ينتقلون إلى المناطق شديدة الانعزال. تعد مناطق الارتفاعات العالية أكثر بُعدًا ويصعب على البشر الوصول إليها والاستفادة منها ، وقد وجدت دراسات أخرى أقل في إزالة الغابات ، والمزيد من إعادة التحريج والتشجير، وتقلص نطاق أقل، وانقراض أقل في المناطق شديدة الانحدار طبوغرافيًا.  تعيش جميع أنواع قرود أفطس الأنف Rhinopithecus في الغابات الأولية وخلايا الشبكة ذات الغطاء الشجري ≥ 75 ٪ التي قد تُشكل موطنًا محتملاً هامًا. يقضون معظم حياتهم في الأشجار. وهم يعيشون معًا في مجموعات كبيرة جدًا تصل إلى 600 عضو ، وينقسمون إلى مجموعات أصغر في أوقات ندرة الغذاء ، كما هو الحال في فصل الشتاء. تتكون المجموعات من عدد أكبر من الذكور من الإناث. لديهم غرائز إقليمية ، ويدافعون عن أراضيهم بالصراخ في الغالب. لديهم ذخيرة صوتية كبيرة ، يتصلون أحيانًا بمفردهم بينما في أوقات أخرى معًا بطريقة تشبه الجوقة.
يتكون النظام الغذائي لهذه الحيوانات بشكل أساسي من إبر الأشجار وبراعم الخيزران والفواكه والأوراق. تساعدهم المعدة متعددة الحجرات على هضم طعامهم.
يبدأ الدافع للتزاوج مع الأنثى. تتواصل بالعين مع الذكر وتهرب قليلاً ، ثم تومض أعضائها التناسلية. إذا أظهر الذكر اهتمامًا (وهو أمر لا يحدث دائمًا) ، ينضم إلى الأنثى ويتزاوجان. تنتهي فترة الحمل البالغة 200 يوم بولادة واحدة في أواخر الربيع أو أوائل الصيف. تصبح الحيوانات الصغيرة ناضجة تمامًا في غضون ست إلى سبع سنوات. لا يعرف علماء الحيوان سوى القليل عن عمرهم.

## الأصناف
جنس قرود أفطس الأنف Rhinopithecus 
- سعدان الذهبي أفطس الأنف ، Rhinopithecus roxellana
  - سعدان موبين الذهبي أفطس الأنف ، Rhinopithecus roxellana roxellana
  - سعدان تشينلينغ الذهبي أفطس الأنف ، Rhinopithecus roxellana qinlingensis
  - سعدان هوبي الذهبي أفطس الأنف ، Rhinopithecus roxellana hubeiensis
- سعدان أفطس الأنف أسود ، Rhinopithecus bieti
- سعدان قويتشو أفطس الأنف ، Rhinopithecus brelichi
- سعدان تونكين أفطس الأنف ، Rhinopithecus avunculus
- سعدان ميانمار أفطس الأنف ، Rhinopithecus Strykeri

## روابط خارجية
- Snub-nosed monkey
- Snub-nosed monkey
- معلومات عن الرئيسيات أوراق حقائق شبكة رينوبيثكس